# الاتحاد الإنجليزي لرياضة ذوي الاحتياجات الخاصة
يعمل الاتحاد الإنجليزي للرياضة للأشخاص ذوي الإعاقة، الذي يُعرف الآن باسم "تحالف الأنشطة"، كمنظمة خيرية شاملة تهدف إلى تعزيز مشاركة الأشخاص ذوي الإعاقة في الرياضة في جميع أنحاء إنجلترا. تأسس الاتحاد في عام 1998، وجمع تحت مظلته عددًا من المنظمات التي كانت تعمل سابقًا بشكل منفصل في مجال الترويج للرياضات الخاصة بالأشخاص ذوي الإعاقة. يركز الاتحاد على توسيع الفرص أمام الشباب ذوي الإعاقة للمشاركة في الأنشطة الرياضية، إلى جانب دعمه للرياضيين البالغين أيضًا.
يقع مقر الاتحاد الإنجليزي للرياضة للأشخاص ذوي الإعاقة في لوفبورو، ليسترشاير، وهي مؤسسة خيرية مسجلة.
تم دمج فعاليات الرياضة للأشخاص ذوي الإعاقة مع الاتحاد الأوروبي لفعاليات الرياضة للأشخاص ذوي الإعاقة في عام 2005، لتصبح قسمًا تابعًا للفعاليات. كان الاتحاد الإنجليزي للرياضة للأشخاص ذوي الإعاقة يُعرف سابقًا باسم "رياضة المعاقين في إنجلترا" (Disability Sports England) ، وكانت في الأصل تحمل اسم "الجمعية البريطانية للرياضة للمعاقين"، التي أسسها لودفيغ غوتمان في عام  1961.

## الروابط الخارجية
- الموقع الرسمي